# Libra jaquesa
La libra jaquesa es un tipo de moneda que servía en el antiguo Reino de Aragón desde los siglos XI y XII como moneda de cuenta. No fue acuñada, y su valor equivalía a 20 sueldos o 320 dineros.
La unidad de masa libra de plata se subdivide en doscientos cuarenta dineros, también de plata. El sueldo era una moneda de oro del mismo peso que el dinero de plata. Como el oro y la plata mantenían hasta la era moderna una paridad 12:1, cada sueldo equivalía a doce dineros y la libra de plata equivalía a veinte sueldos. Una de las monedas de más curso era la pieza, que valía ocho sueldos, y otra la peseta, equivalente a siete sueldos o, lo que es lo mismo, una semana del salario de un obrero manual.